# Concursus dei
Mit concursus Dei bzw. concursus divinus (Latein: „Mitwirkung Gottes“ bzw. „göttliche Mitwirkung“) ist die theologische und philosophische Lehre von dem Wirken Gottes auch nach Beendigung seiner Schöpfung gemeint. Sie steht der deistischen Vorstellung entgegen, Gott greife nach vollendeter Schöpfung nicht mehr in den Lauf der Welt ein.
Die Vorstellung eines in die Schöpfung hineinwirkenden Gottes zeichnet sich dagegen durch das Bild eines lebendigen, dialogbereiten Gottes aus, der sich durch Gebete beeinflussen lässt. Er wird in einer anthropomorphen Sichtweise oft mit einem Hirten, Richter, Erzieher oder Elternteil verglichen, der etwa auch in die Welt herabsteigen (Inkarnation), Engel beauftragen und durch Propheten zu den Menschen reden kann, um sie zur Umkehr zu bewegen. Dadurch erscheint der göttliche Heilsplan in gewissem Sinn veränderbar und nicht deterministisch vorherbestimmt gedacht. Das wirft philosophisch-theologische Fragen auf, wie etwa das Verhältnis zur menschlichen Willensfreiheit zu bestimmen sei oder ob gar Gott auch für die menschlichen Sünden mitverantwortlich ist.
Ein weiteres Problem der Concursus-Dei-Lehre fördert die Frage der Vereinbarkeit von Gottes Wirkmächtigkeit mit seiner Allmacht zutage. Denkt man nämlich die Mitwirkungsbereitschaft Gottes zusammen mit seiner umfassenden Allmächtigkeit, stellt sich die Theodizee-Frage mit neuer Brisanz: Wie konnte ein „mitwirkender“ Gott etwa den Zweiten Weltkrieg mit der Schoa und den Atombombenabwürfen zulassen?